# Saadi
Abu-Muhàmmad Musli-ad-Din ibn Abd-Al·lah Xirazí(persa: ابومحمد مصلح الدین بن عبدالله شیرازی), conegut com a Saadi o Sa'di (persa: سعدی) (Siraz, 1184 - 1283/1291), fou un dels principals poetes perses de l'edat mitjana. Se li reconeix la qualitat dels seus escrits i la petjada dels seus pensaments socials i morals. Sembla que va viure entre 99 i 107 anys.
Saadi és àmpliament reconegut com un dels poetes més grans de la tradició literària clàssica, fet que li va valer el sobrenom de El mestre de la parla o El forjador de paraules (استاد سخن ostâd-e soxan) o simplement Mestre (استاد ostâd) entre els estudiosos perses. També ha estat citat a les tradicions occidentals. El seu llibre, Bostan, ha estat classificat com un dels 100 millors llibres de tots els temps per The Guardian.

## Antecedents i nom
La data de naixement de Saadi Shirazi és incerta; la majoria dels estudiosos consideren que va néixer el 1209 o el 1210. Era de la ciutat de Siraz,  la capital provincial de la província de Fars. Des de 1148, la província estava sota el domini dels salghurides, una dinastia persa  d'origen turc.
Hi ha poca certesa sobre la vida de Saadi. Encara que els seus propis escrits, particularment el Bostan i El jardí de les roses, contenen molts records suposadament autobiogràfics, molts d'ells són històricament poc probables i probablement estan inventats o emesos en primera persona per a efectes retòrics. Fins i tot les primeres referències a ell a la literatura externa difereixen en detalls crucials. Fins i tot el seu nom real és incert. A les fonts, el seu nom complet, que consta del seu nom de pila, honorífic (laqab), agnomen (kunya) i patronímic, s'escriu de diverses maneres diferents.
La font més antiga coneguda que esmenta el seu nom complet és el Talḵiṣ al-majmaʿ al-ādāb fi moʿjam al-alqāb ('Resum de la reunió de perfeccionaments sobre el lèxic dels honorífics') d’Ibn al-Fuwati (mort el 1323). En una carta datada l'any 1262, va demanar a Saadi mostres de la seva poesia àrab i va mencionar el seu nom complet com Muslih al-Din Abu Muhammad Abd-Allah ibn Musharrif. L'erudit iranià Saeed Nafisi va afavorir aquesta versió del seu nom complet. Tanmateix, la majoria dels altres acadèmics afavoreixen la informació que es troba als primers manuscrits dels escrits de Saadi. Per exemple, l’iranòleg britànic Edward Granville Browne va utilitzar un text de 1328 per argumentar que el nom complet de Saadi era Musharrif al-Din ibn Muslih al-Din Abd-Allah. La majoria dels acadèmics occidentals posteriors, inclosos Arthur John Arberry, Jan Rypka i R. Davis, són Abd-Allah en el patronímic de Saadi, d'aquí Abu Abd-Allah Musharrif al-Din Muslih.
L'erudit iranià Zabihollah Safa va arribar a la conclusió que Muslih era el nom de pila de Saadi i dona el seu nom complet com Abu Muhammad Musharrif al-Din Muslih ibn Abd-Allah ibn Musharrif basat en el prefaci d'una de les recopilacions més antigues que es conserven de Les obres col·leccionades de Saadi, que van ser creades pel seu compatriota Ali ibn Ahmad ibn Abu Bakr Bisotun el 1326. En el seu llibre Nafahat al-Uns, el poeta persa Jami (mort el 1492) proporciona pràcticament la mateixa versió del nom. Aquesta versió també tenia el suport de l’iranòleg Paul E. Losensky.
El seu pseudònim Saadi és inequívoc, ja que apareix amb freqüència a la seva obra i actua com a signatura en tots els seus ghazals (poema amatori o oda). Tanmateix, hi ha dubtes sobre d'on prové. Com que dos membres de la dinastia Salghurid anomenats Sa'd van governar durant la major part de la vida de Saadi, és probable que la inspiració per al nom vingués de la seva lleialtat a ells. L'erudit iranià Abdolhossein Zarrinkoob argumenta que Sa'd o Banu Sa'd també era el nom de la mateixa dinastia, d'aquí l'adopció del nom per part de Saadi, que va demostrar la seva lleialtat cap a ells.

## Biografia

### Educació i viatges
Nascut a Siraz, destaca però pels seus innombrables viatges, que va plasmar en les seves obres. Gran part dels detalls sobre la seva vida són justament coneguts per aquestes i, per tant, no sempre fiables, perquè sovint estan barrejats amb lloances o ocultacions. La seva família era força instruïda i el va ajudar a tenir una educació completa. El seu pare actuava com a conseller religiós i el seu rigor moral és present a les obres de Sa'di.
Durant l'adolescència de Saadi, el seu pare va morir, deixant-lo orfe. Probablement cap al 1223/24, quan Sa'd I va ser deposat breument per Ghiyath al-Din Pirshah, Saadi, encara adolescent, va marxar a Bagdad per continuar la seva educació allà. Ibn al-Jawzí, un erudit hanbalita, va ser un dels professors de Saadi mentre era estudiant de beca a l'escola Nizamiyyah a Bagdad. 
L'erudit iranià Badiozzaman Forouzanfar ha trobat notables paral·lelismes entre els ensenyaments de Saadi i els del mestre sufí Shihab al-Din Yahya ibn Habash Suhrawardí, suggerint que possiblement estaven associats. Després de completar els seus estudis, Saadi va passar una quantitat considerable de temps viatjant pel món islàmic. Segons informes de primera mà, va matar un sacerdot del temple a l'Índia i va ser capturat pels croats a Síria. Segons Losensky, malgrat els esforços d'estudiosos com H. Massé i JA Boyle, l'esforç per recrear un itinerari exacte dels seus viatges a partir de les seves obres és equivocat. L'iranòleg Homa Katouzian va examinar les dades i va arribar a la conclusió que, mentre que Saadi probablement es trobava a l'Iraq, Síria, Palestina i la península Aràbiga, era poc probable que arribés mai a l'est a llocs com Khorasan, l'Índia o Kashgar. 

### Tornada a Siraz

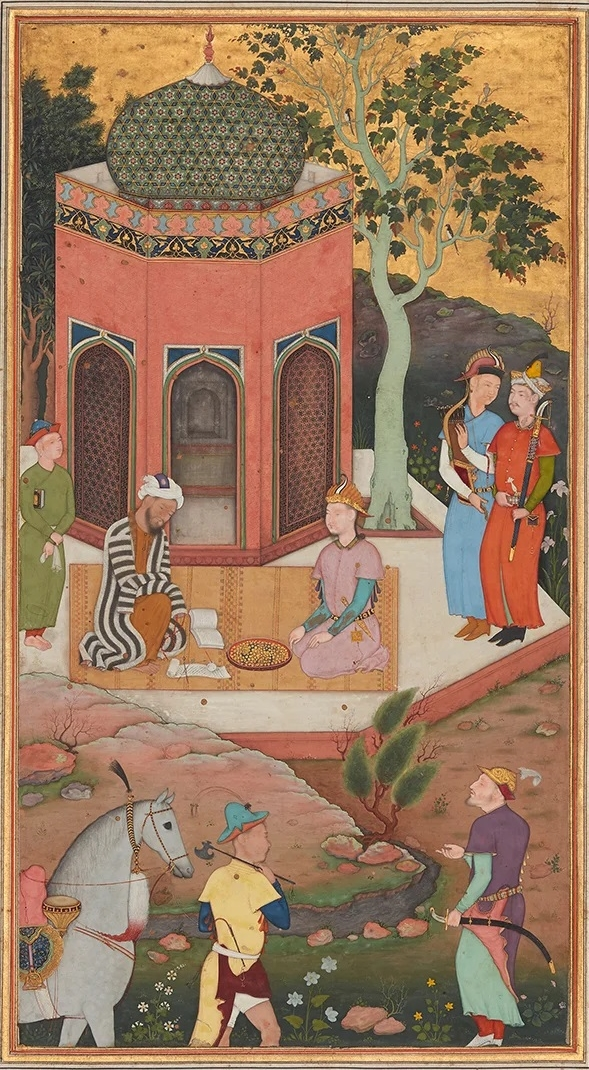
Folio que representa Saadi Shirazi (assegut a l'esquerra) i el governant salghurid Muzaffar al-Din Kutlugh (assegut a la dreta). Fet a l'Imperi Mogol, datat el 1602

La fama dels seus escrits li permeté viure. Va tornar a casa seva quan les diferents guerres (les croades i l'avenç mongol) van fer insegurs els camins. Hom especula amb altres viatges, com una ruta a l'Índia, però no està provada. Després de gairebé 30 anys de viatge, Saadi va tornar a Siraz el 1257, i sembla que ja era conegut i respectat com a poeta. Aquesta reputació deu venir de la publicació generalitzada dels seus ghazals. Tenia ganes de restablir les seves connexions amb la dinastia Salghúrida, com ho demostra la rapidesa amb què es van publicar els Bustan i Gulistan i les seves dedicacions. En una breu oda, Saadi diu que es va inspirar per tornar a Siraz per l'establiment de la pau i la prosperitat establertes pel governant salghúrida Muzaffar al-Din Kut (r. 1226–1260). Tanmateix, el regne salghúrida no va durar gaire després que Saadi tornés.  El 1256/57, Abu Bakr va reconèixer l'Imperi Mongol com el seu sobirà.  Abu Bakr va morir el 1260, i el va succeir el seu fill gran Sa'd II, que va morir 12 dies després. La seva mort és objecte de diverses elegies de Saadi. El governant després d'això va ser el fill de 12 anys de Sa'd II, Muhammad I ibn Sa'd, que va governar sota la supervisió de la seva mare Tarkhan Khatun. Saadi els elogia a tots dos en els seus poemes.
Després d'un aixecament impulsiu i influenciat per l'alcohol de Saljuk Shah ibn Salghur, els mongols el van matar, lliurant formalment el poder a Abaix Khatun, la filla menor de Sa'd II. Tanmateix, Siraz es va incorporar efectivament sota el domini mongol a través del seu matrimoni forçat amb Möngke Temür, el fill del governant de l'Il-kanat mongol, Hülegü (r. 1256–1265). Un dels poemes saadis probablement estava dedicat a Abaix Khatun.
Saadi no sembla haver donat suport a l'ascens de l'Imperi mongol. Va compondre dues cassides (odes), una en àrab i l'altra en persa, que lamentaven l'enfonsament del Califat Abbàssida i la mort de l'últim califa Abu-Àhmad Abd-Al·lah al-Mustàssim bi-L·lah (r. 1242–1258) el 1258 durant l'atac mongol a Bagdad. Malgrat això, Saadi va compondre un poema en honor a la transició de l'autoritat dels salghúrides als mongols, i els seus escrits inclouen una sèrie de poemes amb dedicacions similars tant als governants mongols com als seus administradors perses. 
Amir Ankyanu, un dels més destacats d'ells, va ser el governador de Siraz del 1268 al 1272. Saadi li va escriure quatre cassides i el tractat de prosa Dar tarbiat-e yaki az moluk. Segons Losensky; «Cap d'aquestes obres es pot considerar panegíric en el sentit habitual de la paraula, ja que consisteixen principalment en consells i advertències sobre la conducta correcta dels governants». Els poemes que Saadi va escriure a Shams al-Din Husayn Alakani, el cap antic de la cancelleria de Siraz, tenen un to menys cautelós. Xams-ad-Din Juwayní, el principal ministre de finances de l'Ilkhanat, l'havia assignat a aquest càrrec. Juntament amb el seu germà Alà-ad-Din Juwayní, l'autor de Tarikh-i Jahangushay, Shams al-Din Juvayni és honrat en alguns dels ghazals més destacats per Saadi. La trobada de Saadi amb els dos germans Juvayni i el governant ilkhanat Abaqa (r. 1265–1282) a Tabriz, que va tenir lloc en el seu camí de tornada d'un pelegrinatge a la Meca, és objecte de dos tractats que es troben sovint en les seves obres col·leccionades (encara que no van ser escrites per ell). Una col·lecció de poemes qit'a (poesia monorima) anomenada Sahebiya en honor de Shams al-Din Juvayni també està present en alguns dels escrits anteriors de Saadi. 

### Lloc de mort i sepultura
Una breu cassida a Majd-al-Din Rumi, que va treballar com a oficial administratiu a Shiraz sota el governant ilkhanat Arghun (r. 1284–1291) entre 1287 i 1289—aparentment és l'última poesia datable de Saadi. Uns anys més tard, Saadi va morir a Siraz. 1291–1299 són les dates de la mort donades per les primeres fonts. Nafisi va arribar a la conclusió que Saadi va morir el 9 de desembre de 1292 després d'examinar acuradament les dades disponibles. Safa, extret del Tarikh-i guzida escrit el 1330 per Al-Mustawfi —que és la narrativa fiable més antiga que es conserva—, així com altres fonts del segle XIV, conclou que Saadi va morir un any abans, entre el 25 de novembre i el 22 de desembre de 1291. L'avantatge d'aquesta data anterior és que ajuda a explicar per què les cròniques difereixen en la data de la mort de Saadi. Com que Saadi va morir l'últim mes de l'any, les cròniques commemoratives poden haver honrat l'any de la seva mort o l'any següent, al final del període de dol de 40 dies. Per tant, Losensky posa la data de la seva mort com a 1291 o 1292.
El cartògraf i explorador alemany Carsten Niebuhr va visitar la tomba de Saadi l'any 1765, i va escriure que «aquest edifici està molt deteriorat, i probablement s'ensorrarà llevat que algun ric mahometà s'apiadi d'ell i el faci reparar». Uns anys més tard, el governant Zand Karim Khan Zand (r. 1751–1779) va ordenar renovacions a la tomba; tenia una barana de ferro al voltant de la làpida i una estructura de maó i guix sobre la tomba.

## Obres
L'estil de Sa'di és planer i directe, fet que ha apropat les seves obres al públic persa de diferent condició. Els seus principals escrits són Golestan, ‘El jardí de les roses’ i Bostan, ‘El verger’. Bostan és una obra èpica en vers, mentre que Golestan barreja prosa i vers, contes, aforismes i llegendes.
També va ser autor de Ghazaliyat, un conjunt de poemes lírics, i de diverses cassides (‘odes’), entre les quals destaca l'elegia per la caiguda de Bagdad. Altres obrer menors inclouen poemes per encàrrec de diversos membres de la noblesa i un comentari jurídic.

### Bustan i Gulistan

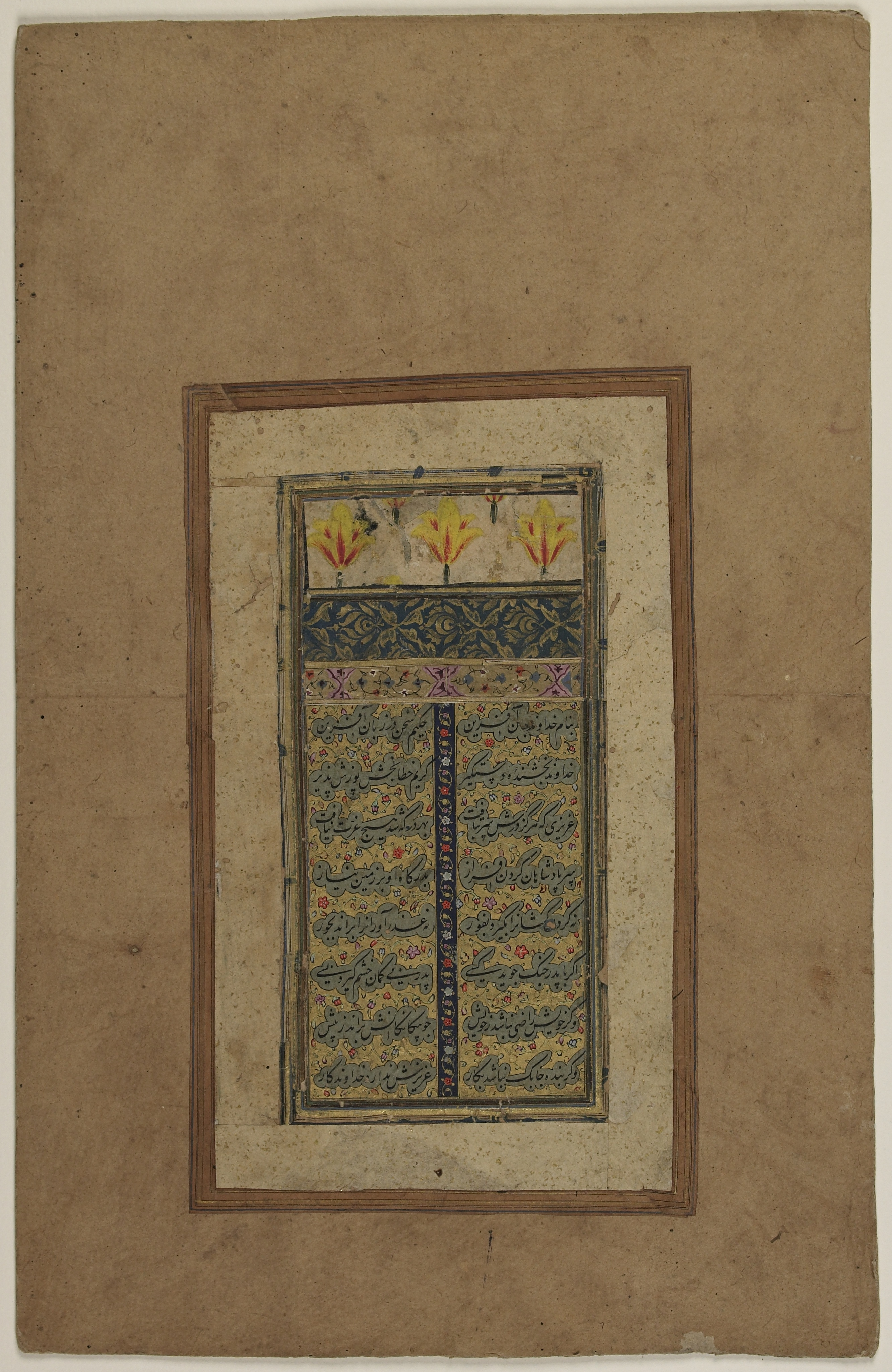
La primera pàgina de Bustan, d'un manuscrit mogol.

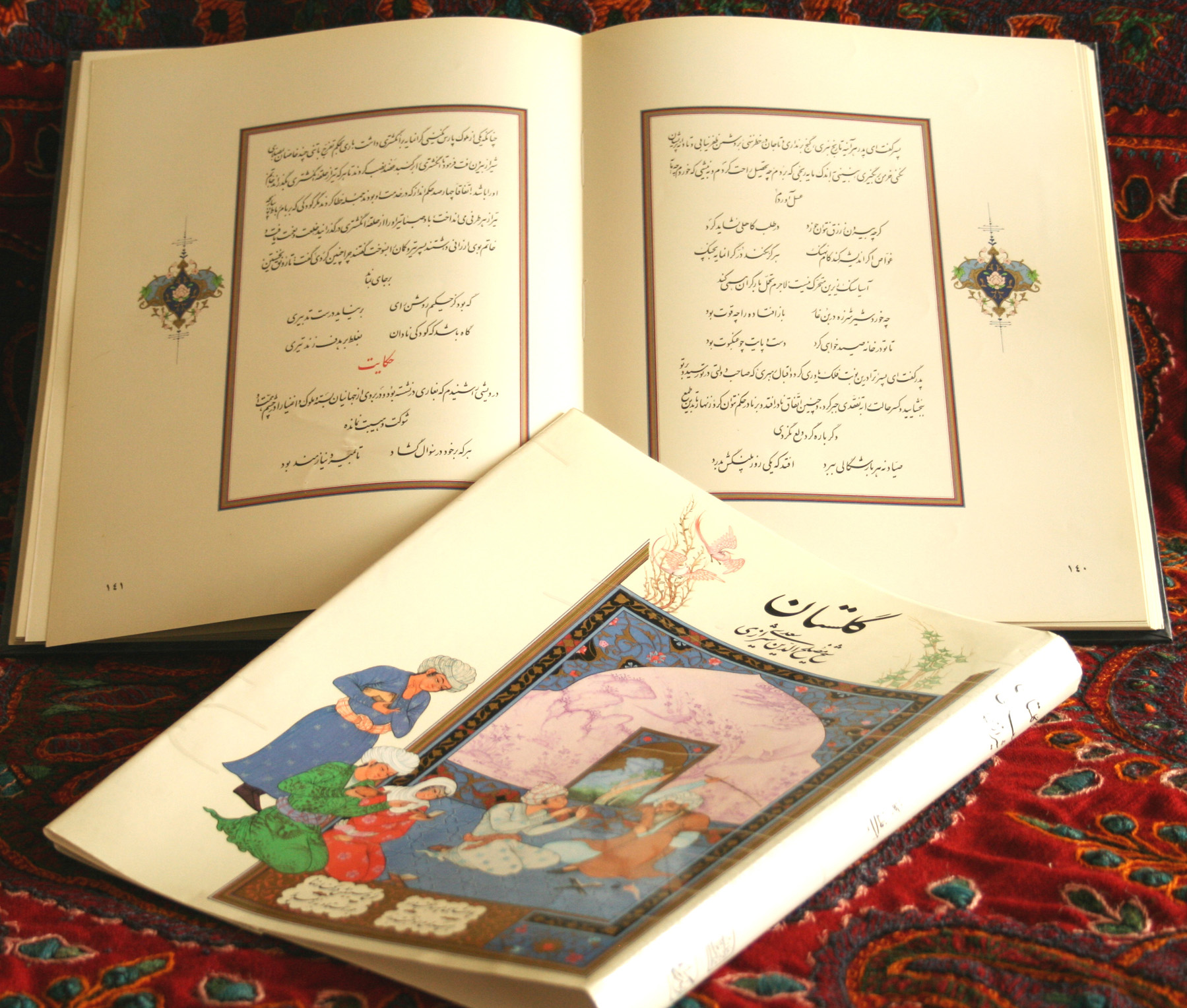
Gulistan Saadi (Caligrafia de Golestan Saadi en guió Nastaliq)

Les obres més conegudes de Sa'di són Bustan (L'hort) acabada el 1257 i Gulistan (El jardí de roses) acabada el 1258. Bustan està totalment en vers (metre èpic). Consisteix en històries que il·lustren adequadament les virtuts estàndard recomanades als musulmans (justícia, liberalitat, modèstia, contentament) i reflexions sobre el comportament dels derviixos i les seves pràctiques extàtiques. Gulistan és principalment en prosa i conté històries i anècdotes personals. El text s'intercala amb una varietat de poemes breus que contenen aforismes, consells i reflexions humorístiques, demostrant la profunda consciència de Saadi de l'absurd de l'existència humana. El destí dels que depenen dels estats d'ànim canviants dels reis contrasta amb la llibertat dels dervixos.
Pel que fa a la importància de les professions, Saadi escriu:
| « | Oh estimats dels vostres pares, apreneu l'ofici perquè no s'ha de confiar en les propietats i les riqueses del món; també la plata i l'or són una ocasió de perill perquè o un lladre els roba d'una vegada o el propietari els gasta a poc a poc; però una professió és una font viva i una riquesa permanent; i encara que un professional pot perdre riqueses, no importa perquè una professió és en si mateixa riquesa i allà on vagis gaudiràs del respecte i t'asseuràs als llocs alts, mentre que els qui no tenen ofici recolliran molles i veuran penúries. | » |

Saadi també és recordat com a panegirista i lletrista, autor d'una sèrie d'odes que retraten l'experiència humana, i també d'odes particulars com el lament de la caiguda de Bagdad després de la invasió mongola el 1258. Les seves lletres es troben a Ghazaliyat (Lletres) i les seves odes a Qasa'id (Odes). També és conegut per una sèrie d'obres en àrab.

Al Bustan, Saadi escriu sobre un home que relata el seu temps en la batalla amb els mongols:
| « | A Esfahan tenia un amic que era guerrer, esperit i astut... al cap de molt de temps el vaig conèixer: «Oh caçador de tigres! Vaig exclamar: Què t'ha fet caure com una guineu vella?» Va riure i va dir: «Des dels dies de la guerra contra els mongols, he expulsat del meu cap els pensaments de lluitar. Llavors vaig veure la terra coberta de llances com un bosc de canyes. Vaig aixecar com el fum la pols del conflicte; però quan la fortuna no és favorable, de què serveix la fúria? Sóc aquell que, en combat, podria agafar amb una llança un anell del palmell de la mà; però, com que la meva estrella no es va fer amiga de mi, m'encerclaven com amb un anell. Vaig aprofitar l'oportunitat de fugir, perquè només un ximple lluita amb el Destí. Com podrien ajudar-me el meu casc i la meva cuirassa quan la meva estrella brillant no em va afavorir? Quan la clau de la victòria no està a la mà, ningú pot trencar la porta de la conquesta amb els seus braços. Els enemics eren una manada de lleopards, i tan forts com elefants. Els caps dels herois eren tancats de ferro, com també ho eren les peülles dels cavalls. Vam instar els nostres cavalls àrabs com un núvol, i quan els dos exèrcits es van trobar, hauries dit que havien colpejat el cel fins a la terra. De la pluja de fletxes, que baixaven com calamarsa, la tempesta de la mort va sorgir a cada racó. Cap de les nostres tropes va sortir de la batalla, però la seva cuirassa estava amarada de sang. No és que les nostres espases fossin contundents: era la venjança d'estrelles de mala fortuna. Vençuts, ens vam rendir, com un peix que, encara que protegit per escates, queda atrapat per l'ham de l'esquer. Com que la Fortuna va apartar la seva cara, inútil va ser el nostre escut contra les fletxes del Destí» | » |

### Altres obres
A més del Bustan i el Gulistan, Saadi també va escriure quatre llibres de poemes d'amor (gazals), i un nombre de poemes mono-rimes més llargs (cassides) tant en persa com en àrab. També hi ha quartets i peces breus, i algunes obres menors en prosa i poesia. Juntament amb Rumi i Hafez, és considerat un dels tres més grans escriptors ghazal de poesia persa.

### Bani Adam

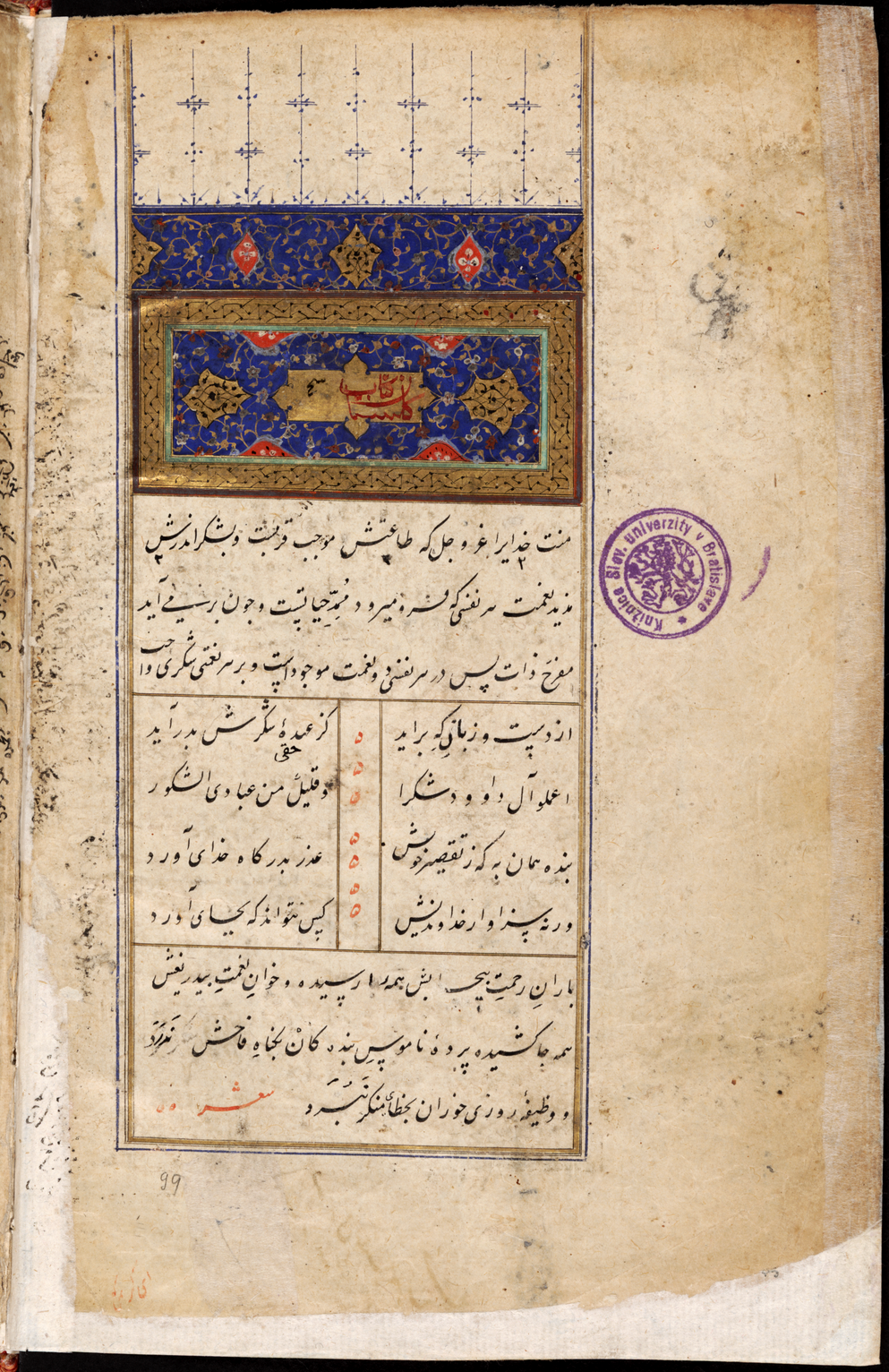
Una còpia de les obres de Saadi Shirazi de l'erudit bosnià Safvet beg Bašagić (1870–1934)

Saadi és molt conegut pels seus aforismes, el més famós dels quals, Bani Adam, forma part del Gulistan. D'una manera delicada, demana trencar totes les barreres entre els éssers humans:

El text original persa és el següent:

بنى آدم اعضای یکدیگرند 

 که در آفرینش ز یک گوهرند
چو عضوى بدرد آورَد روزگار 

 دگر عضوها را نمانَد قرار
تو کز محنت دیگران بی غمی 
 نشاید که نامت نهند آدمی

La traducció literal de l'anterior és la següent:
| « | "Els fills d'Adam són membres els uns dels altres, que estan en la seva creació a partir de la mateixa essència. Quan el dia i l'edat van fer mal a un d'aquests membres, els altres membres no es quedaran (sense) serenor. Si no ets simpatitzant amb la misèria dels altres, no és correcte que et diguin ésser humà". | » |La versió anterior amb yekdīgar l'un a l'altre és la habitual citada a l'Iran (per exemple, a la coneguda edició de Mohammad Ali Foroughi, a la catifa instal·lada a l'edifici de les Nacions Unides a Nova York el 2005, a la moneda iraniana (500 rials) des del 1387 del calendari Solar Hijri (és a dir, el 2008), i al dors del bitllet de 100.000 rials emès el 2010); segons l'erudit Habib Yaghmai és també l'única versió que es troba en els primers manuscrits, que es remunten a 50 anys després de l'escriptura del Golestan. Alguns llibres, però, imprimeixen una variació banī ādam a'zā-ye yek peykar -i ('Els fills d'Adam són membres d'un sol cos'), i aquesta versió, que concorda més amb l'Hadit citat a continuació, és seguida per la majoria de traduccions a l'anglès.

La traducció següent és de H. Vahid Dastjerdi:
| « | Els fills d'Adam són membres del cos, per dir; Perquè estan fets de la mateixa argila. Si un òrgan es veu afectat pel dolor, Altres patirien una forta tensió. Tu, indiferent al patiment de la gent, No mereixes el nom, d' "ésser humà". | » |Aquesta és una traducció en vers d'Ali Salami:
| « | De fet, els éssers humans som membres d'un sol cos; Perquè, són creats de la mateixa ànima i llavor. Quan un membre està afectat de dolor, Altres extremitats sentiran la perdició. Qui no té simpatia pel sofriment humà, No és digne de ser anomenat ésser humà. | » |I per Richard Jeffrey Newman:
| « | Tots els homes i dones estan els uns amb els altres les extremitats d'un sol cos, cadascun de nosaltres dibuixat de l'essència brillant de la vida, la perla perfecta de Déu; i quan aquesta vida que compartim fa ferides a un de nosaltres, tots compartim el mal com si fos el nostre. Tu, que no sentiràs el dolor dels altres, perds el dret a ser anomenat humà. | » |El secretari general de les Nacions Unides, Ban Ki-moon, va dir a Teheran: A l'entrada de les Nacions Unides hi ha una magnífica catifa, crec que la catifa més gran que tenen les Nacions Unides. Al seu costat hi ha les meravelloses paraules d'aquell gran poeta persa, Sa'adi:
| « | Tots els éssers humans són membres d'un mateix marc, Ja que tots, al principi, provenien de la mateixa essència. Quan el temps afecta un membre amb dolor Les altres extremitats en repòs no poden romandre. Si no sents la misèria dels altres ésser humà no és un nom per a tu.[25] | » |Segons l'antic ministre d'Afers Exteriors i enviat de les Nacions Unides, Mohammad Ali Zarif, aquesta catifa, instal·lada el 2005, en realitat no penja a l'entrada sinó a una sala de reunions dins de l'edifici de les Nacions Unides a Nova York.
Bani Adam va ser utilitzat pel grup de rock britànic Coldplay a la seva cançó بنی آدم , amb el títol Bani Adam escrit en escriptura persa. La cançó apareix al seu àlbum Everyday Life del 2019.

Aquesta versió va ser presentada per Bowinn Ma, ministre d'Estat d'Infraestructures, Colúmbia Britànica, Canadà, al Parlament de la Columbia Britànica.
| « | Els éssers humans som membres d'un tot En la creació, d'una sola essència i ànima Si un membre pateix dolor Altres membres, es mantindran inquiets Si no tens cap simpatia pel dolor humà El nom de l'ésser humà no pots tenir. | » |

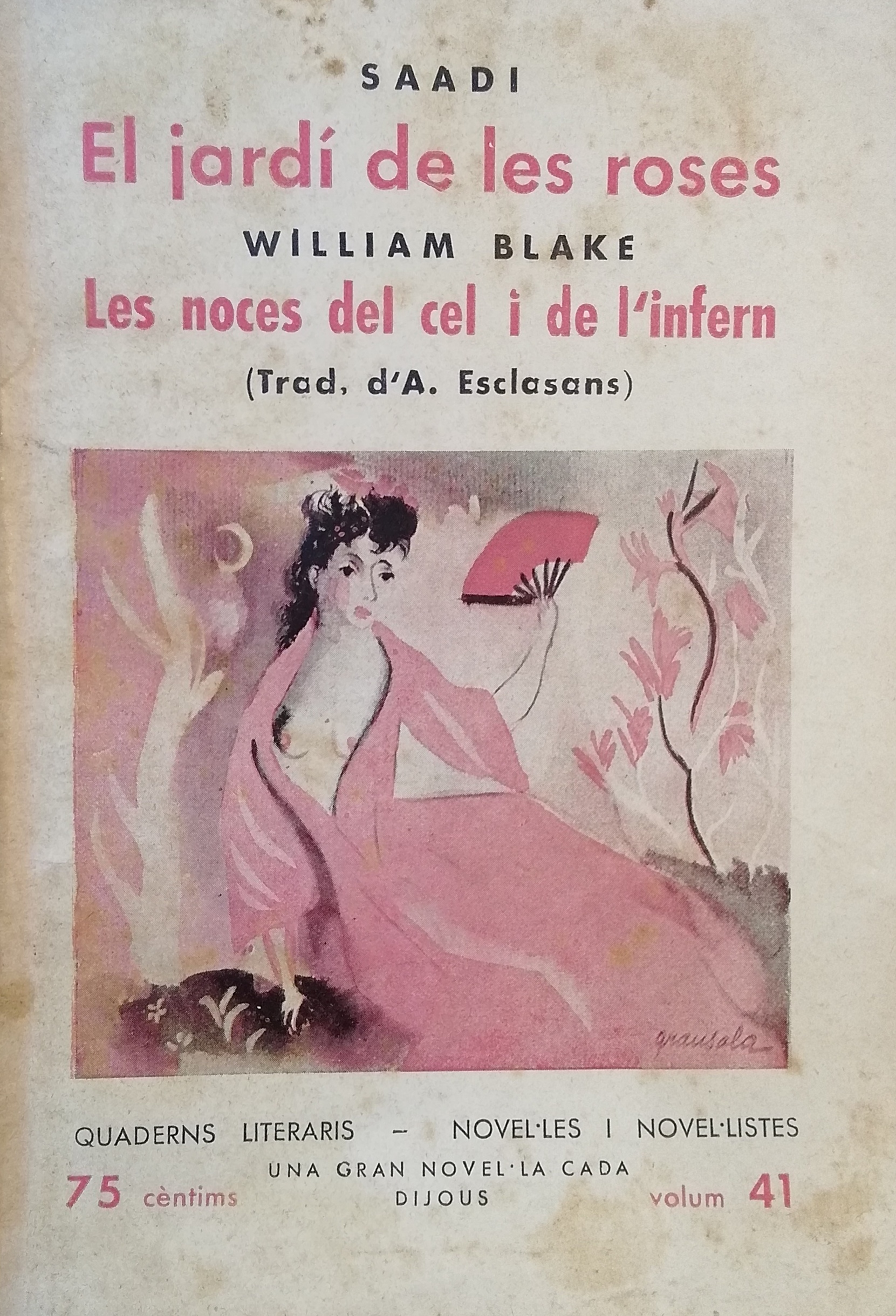
El jardí de les roses, traduït al català per Agustí Esclasans, publicat l'any 1935

Saadi va distingir entre els aspectes espirituals i pràctics o mundans de la vida. En el seu Bustan, per exemple, Saadi espiritual utilitza el món mundà com a trampolí per impulsar-se més enllà dels regnes terrestres. Les imatges de Bustan són de naturalesa delicada i calmant. Al Gulistan, d'altra banda, Saadi mundà baixa l'espiritual per tocar el cor dels seus companys de viatge. Aquí les imatges són gràfiques i, gràcies a la destresa de Saadi, es mantenen concretes en la ment del lector. De manera realista, també, hi ha un anell de veritat en la divisió. El xeic que predica a la Khanqah experimenta un món totalment diferent al del comerciant que passa per una ciutat. L'únic de Saadi és que encarna tant el xeic sufí com el comerciant ambulant. Són, com ell mateix diu, dos grans d'ametlla dins la mateixa closca.
L'estil en prosa de Saadi, descrit com a simple però impossible d'imitar flueix amb força naturalitat i sense esforç. La seva senzillesa, però, es basa en una xarxa semàntica que consisteix en sinonímia, homofonia i oxímoron reforçada pel ritme intern i la rima externa.
La principal de les obres influenciades per Saadi és el West-Oestlicher Divan de Goethe. André du Ryer va ser el primer europeu a presentar Saadi a Occident, mitjançant una traducció parcial al francès de Gulistan el 1634. Adam Olearius va seguir aviat amb una traducció completa del Bustan i el Gulistan a l'alemany el 1654.

A les seves Lectures on Aesthetics, Hegel va escriure (sobre les arts traduït per Henry Paolucci, 2001, p. 155–157):
| « | La poesia panteista ha tingut, cal dir-ho, un desenvolupament superior i més lliure al món islàmic, especialment entre els perses... La plena floració de la poesia persa arriba en el punt àlgid de la seva completa transformació en la parla i el caràcter nacional, a través del mahometanisme... En èpoques posteriors, la poesia d'aquest ordre [la poesia èpica de Ferdowsi] va tenir una seqüela en epopeies amoroses d'una tendresa i dolçor extraordinàries; però també va seguir un gir cap a la didàctica, on, amb una rica experiència de vida, el viatger Saadi va ser mestre abans de submergir-se en les profunditats del misticisme panteista ensenyat i recomanat en els relats extraordinaris i les narracions llegendàries dels grans. Jalal-ed-Din Rumi. | » |Aleksandr Puixkin, un dels poetes més famosos de Rússia, cita Saadi a la seva obra Eugeni Oneguin, com Saadi cantava en èpoques anteriors, uns quants estan llunyans, uns quants estan morts. Gulistan va ser una influència en les faules de Jean de La Fontaine. Benjamin Franklin en una de les seves obres, DLXXXVIII A Parable on Persecution, cita una de les paràboles de Saadi de Bostan, aparentment sense conèixer la font. Ralph Waldo Emerson també es va interessar pels escrits de Saadi, contribuint ell mateix a algunes edicions traduïdes. Emerson, que només va llegir Saadi en traducció, va comparar el seu escrit amb la Bíblia pel que fa a la seva saviesa i la bellesa de la seva narrativa.
El tercer nom de pila del físic francès Nicolas Léonard Sadi Carnot prové del nom de Saadi. Va ser escollit pel seu pare, Lazare Carnot, a causa del seu gran interès per Saadi i els seus poemes.
Voltaire estava emocionat amb les seves obres, especialment Gulistan; li agradava que li diguessin "Saadi" com a malnom entre els seus amics.
El president dels Estats Units, Barack Obama, va citar les dues primeres línies d'aquest poema en la seva felicitació d'Any Nou al poble de l'Iran el 20 de març de 2009: Però recordem les paraules que va escriure el poeta Saadi, fa tants anys: els fills d'Adam són membres els uns dels altres, havent estat creats d'una essència.
El 1976, un cràter de Mercuri va ser batejat en el seu honor.

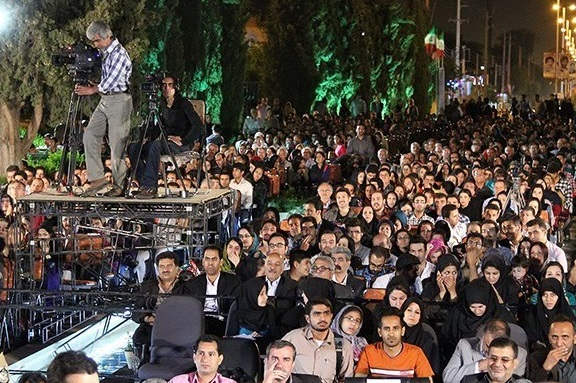
Dia de commemoració de Saadi Shirazi

Anualment, el 21 d'abril (20 d'abril en anys de traspàs), una multitud de turistes estrangers i iranians es reuneix a la tomba de Saadi per commemorar el dia.
Aquest dia de commemoració se celebra el dia 1 d’Ordibehesht, el segon mes del calendari Solar Hijri (vegeu el calendari iranià), el dia en què Saadi afirma que va acabar Gulistan. el 1256.

- Saadi. El jardí de les roses. Traducció d'Agustí Esclasans. Quaderns Literaris, Barcelona, 1935.. Traducció: Agustí Esclasans.  Barcelona: Quaderns Literaris, 1935.
- Saadi. El jardí de les roses. Traducció d'Agustí Esclasans. Quaderns Literaris, Barcelona, 1935.. Traducció: Àlex Queraltó Bartrés.  Martorell: Adesiara editorial, 2014. ISBN 978-84-92405-81-7.

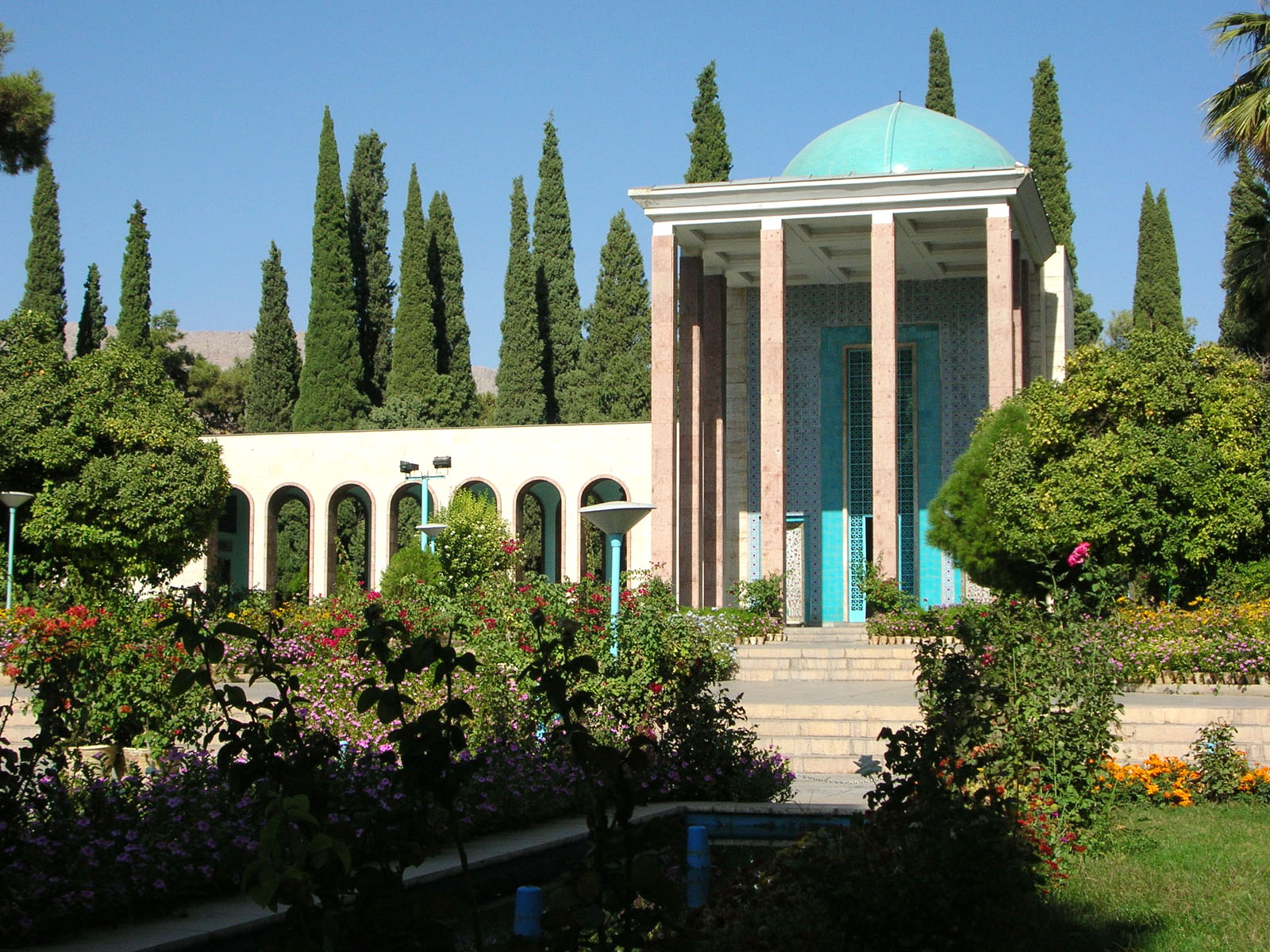
El mausoleu de SaadiaSiraz, Iran
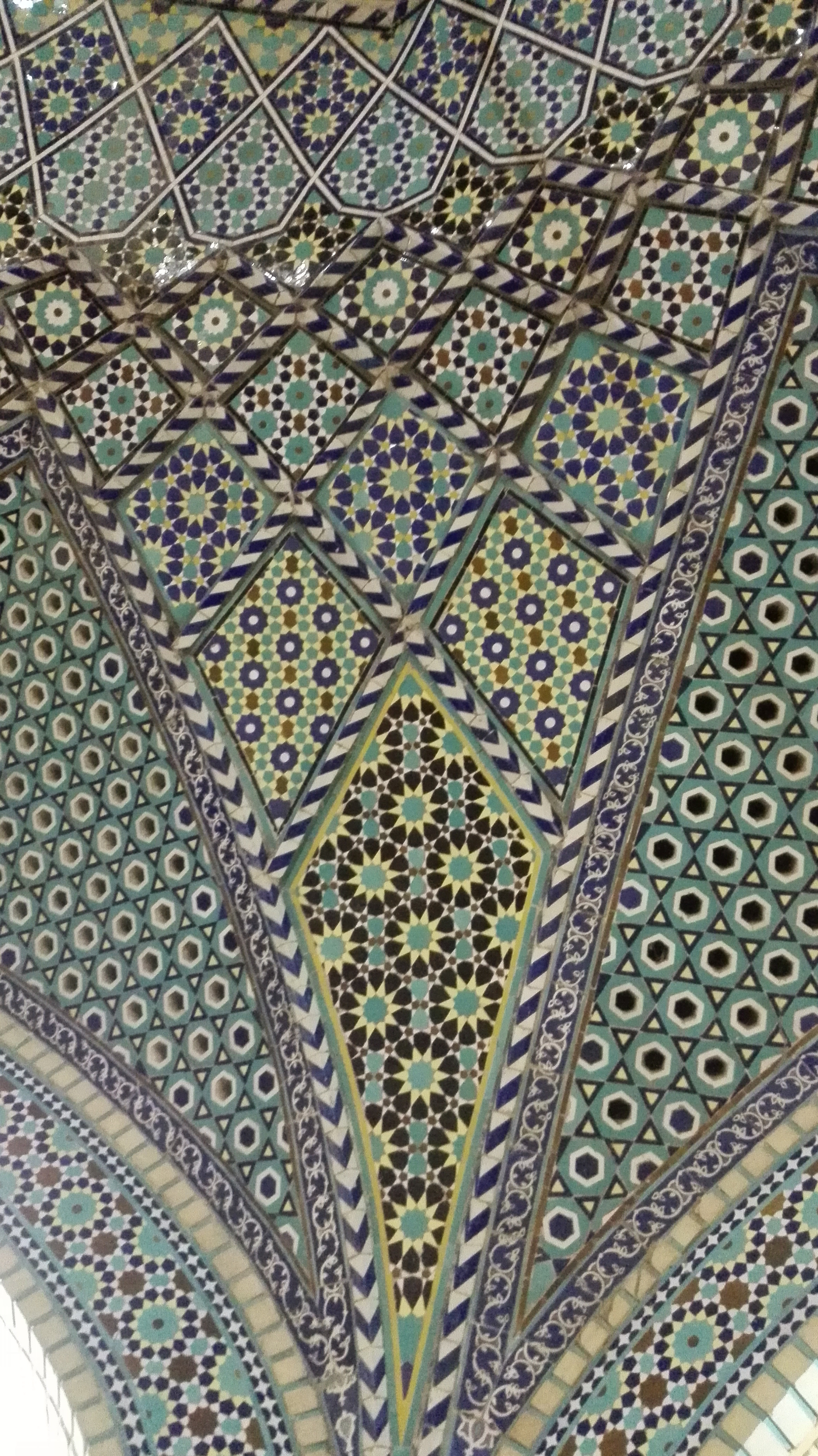
Mosaic al seu mausoleu
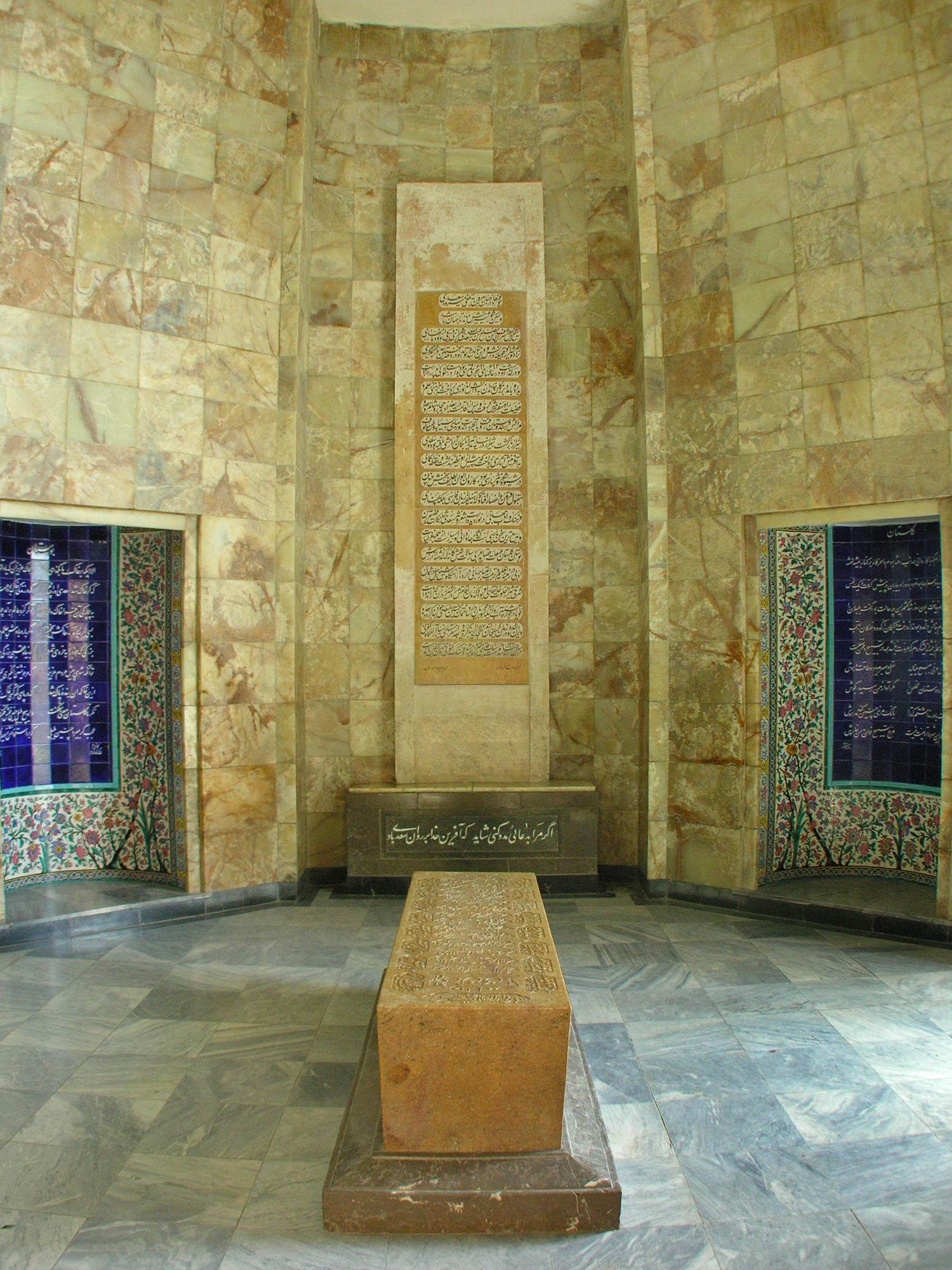
Tomba de Saadi al seu mausoleu
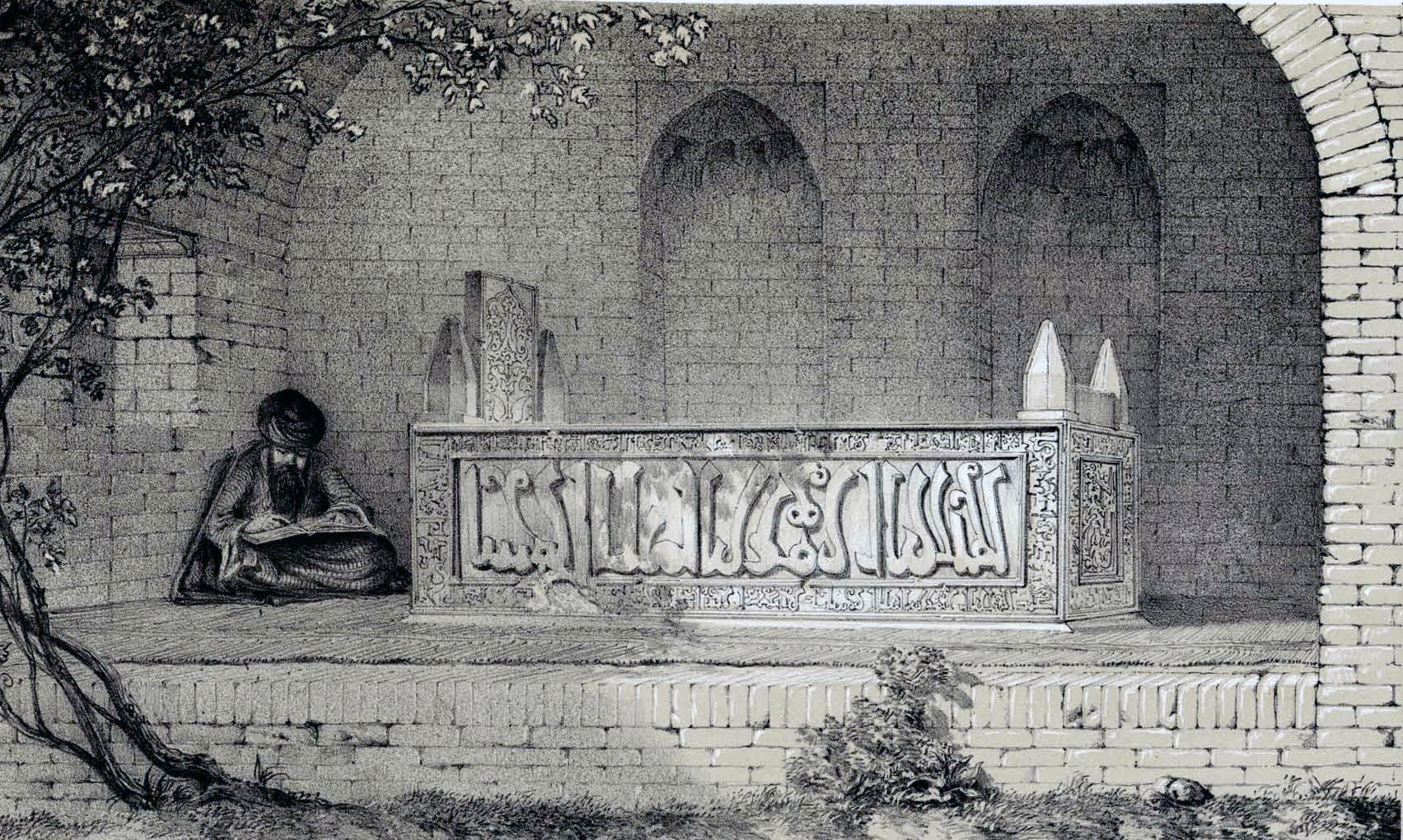
Tomba del xeic Saadi d'Eugène Flandin, 1851
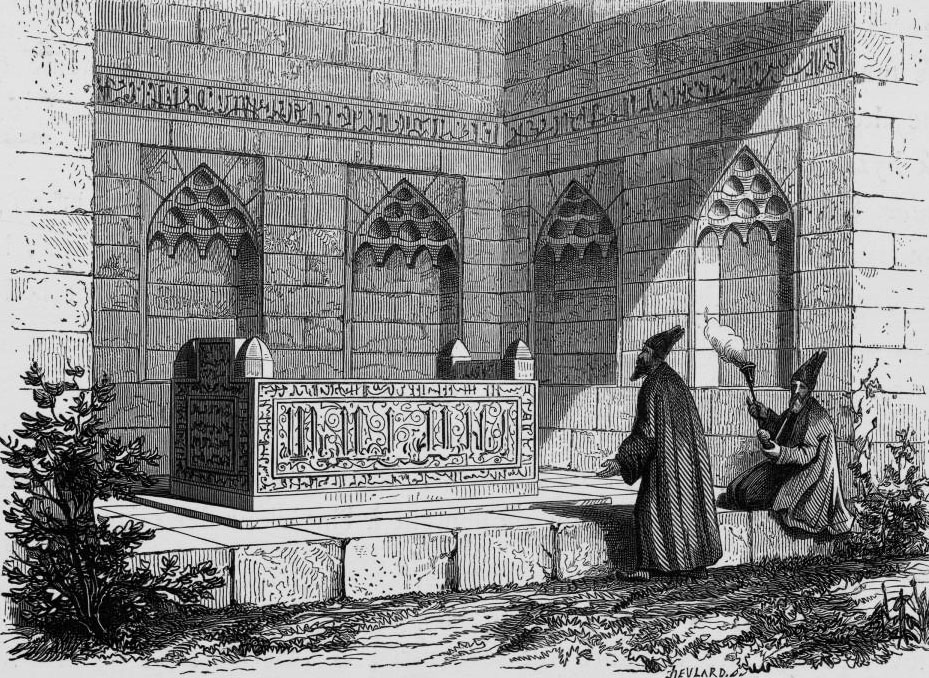
Tomba de Saadi de Pascal Coste, 1867
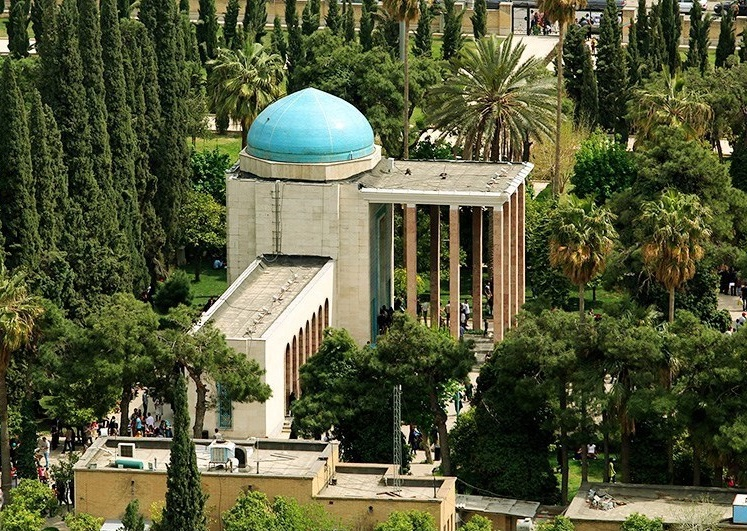
Tomba de Saadi des del cel, 20 d'abril de 2014
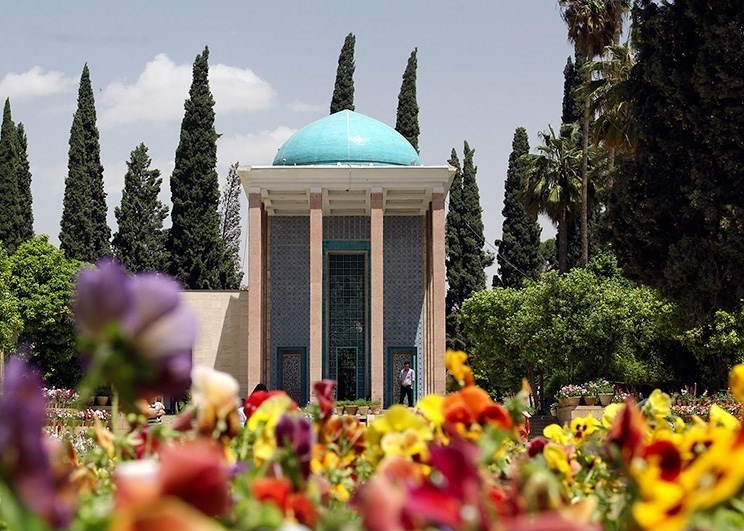
Entrada de la tomba de Saadi, 20 d'abril de 2014
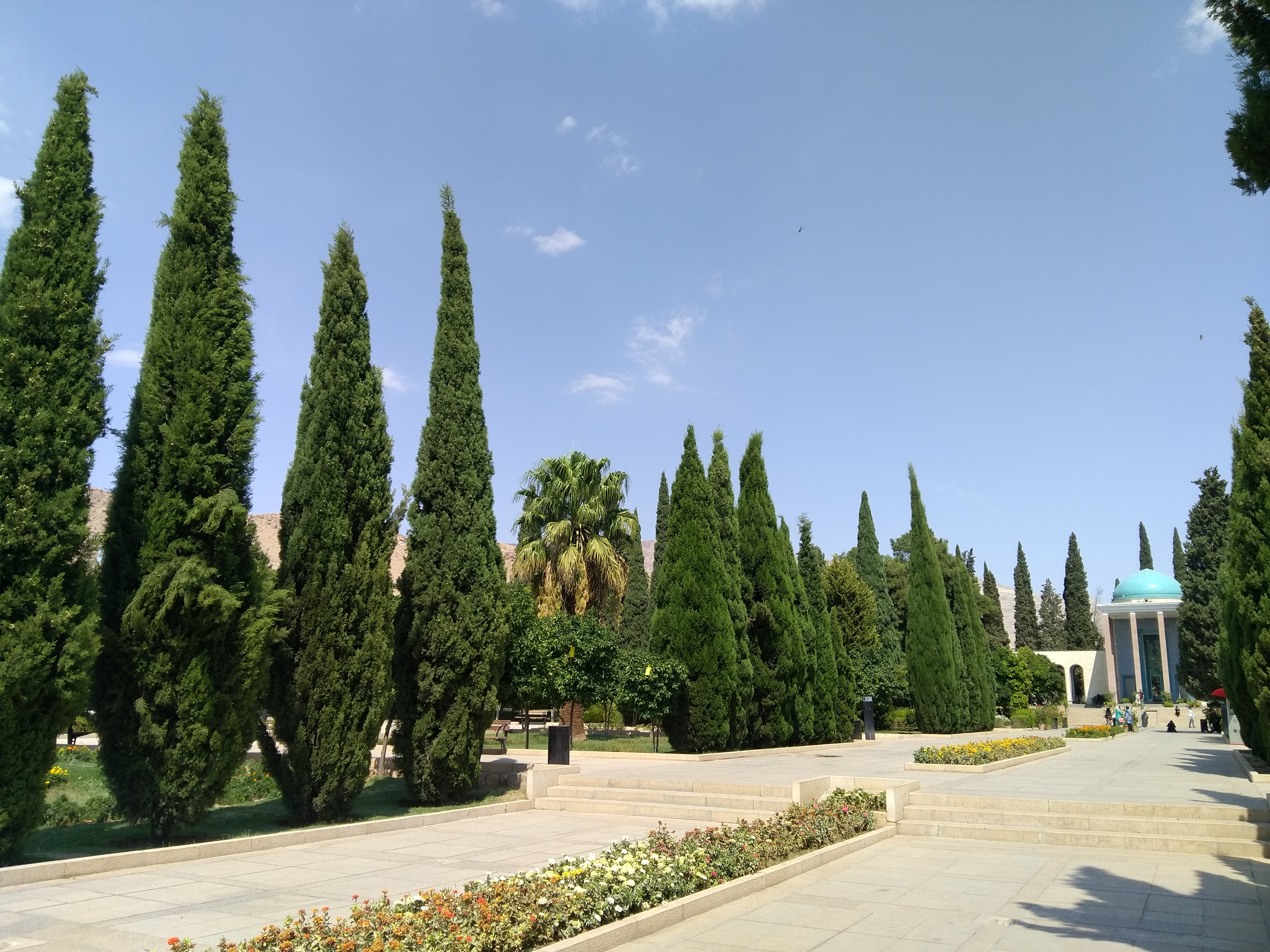
La part d'entrada de la tomba de Saadi, 18 de setembre de 2017
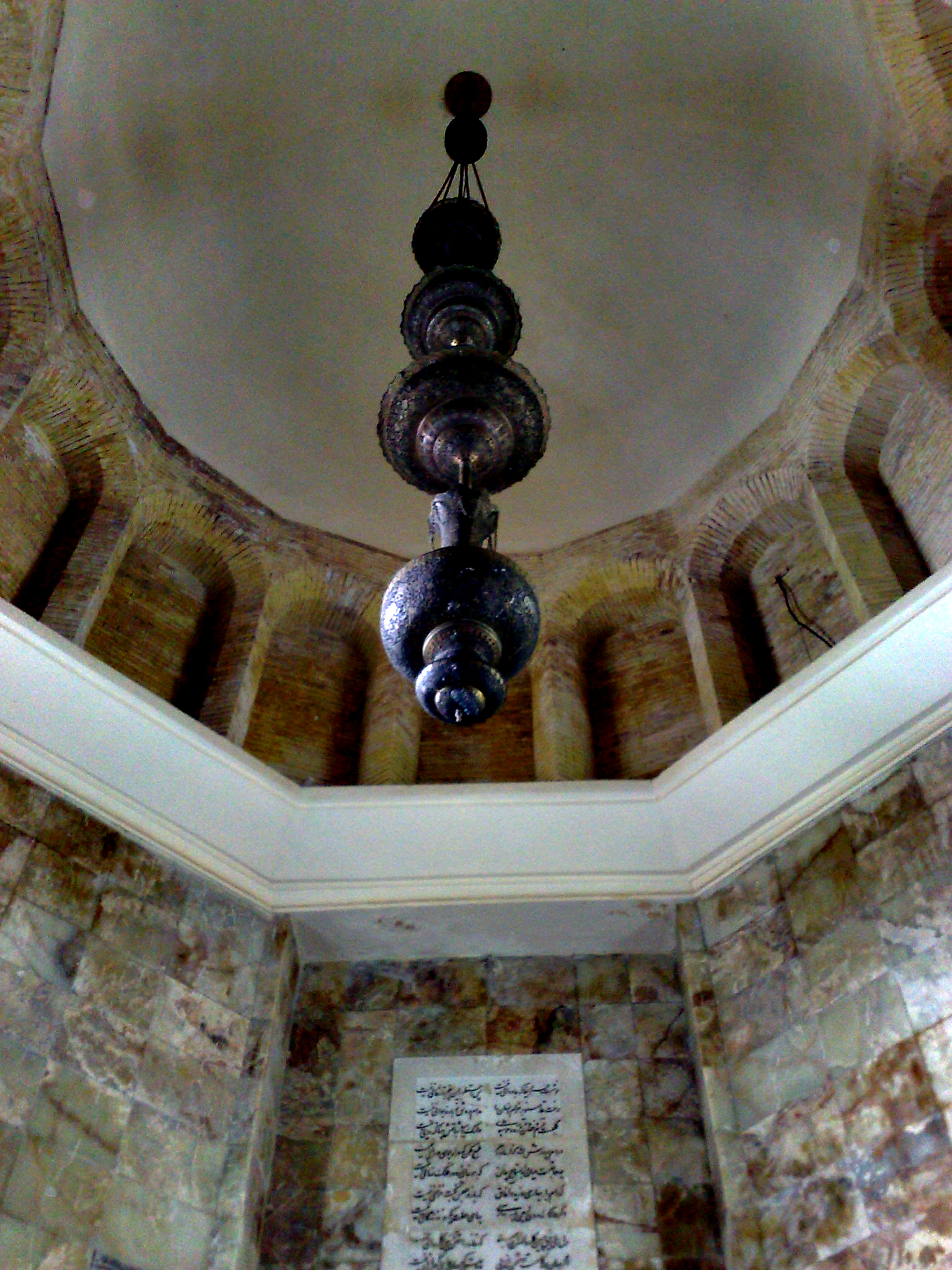
Dins de la tomba de Saadi-Shirazi, 18 de desembre de 2016

A Wikimedia Commons hi ha contingut multimèdia relatiu a: Saadi

1. 
2. 
3. 
4. 
5. 
6. 
7. 
8. 
9. 
10. 
11. 
12. 
13. 
14. 
15. 
16. 
17. 
18. 
19. 
20. 
21. 
22. 
23. 
24. 
25. 
26. 
27. 
28. 
29. 
30. 
31. 
32. 
33. 
34. 
35. 
36. 
37. 
38. 